# George Aitken (football, 1925)
Pour les articles homonymes, voir George Aitken (homonymie) et Aitken.
George Gilbert Miller Aitken, couramment appelé George Aitken, est un footballeur international puis entraîneur écossais, né le 28 mai 1925, à Lochgelly, Fife et décédé le 22 janvier 2003 . Évoluant au poste de milieu de terrain ou de défenseur latéral, il est particulièrement connu pour ses saisons à East Fife et à Sunderland.
Il compte 8 sélections en équipe d'Écosse.

## Biographie

### Carrière en club
Natif de Lochgelly, Fife, George Aitken s'engagea pour East Fife en 1943 alors même qu'il travaillait à la mine. Il connut la période la plus faste du club en termes de classement en championnat, de parcours en Coupe et d'internationaux sélectionnés.
Il est d'ailleurs le joueur d'East Fife qui a reçu le plus de sélections en équipe d'Écosse (5) pendant qu'il jouait au club.
Il partit ensuite à Third Lanark en février 1951 et dans les clubs anglais de Sunderland (il y signa en novembre 1951 pour 19.500£ et y resta 7 saisons, pendant lesquelles il reçut 3 nouvelles sélections en équipe d'Écosse) et enfin pour Gateshead.
Après sa retraite de joueur, il passa six années comme adjoint-préparateur au sein du staff de Watford.

### Carrière internationale
George Aitken reçoit 8 sélections en faveur de l'équipe d'Écosse. Il joue son premier match le 9 avril 1949, pour une victoire 3-1, à Wembley, contre l'Angleterre en British Home Championship. Il reçoit sa dernière sélection le 3 avril 1954, pour une défaite 2-4, à l'Hampden Park de Glasgow, contre l'Angleterre en éliminatoire de la Coupe du monde 1954. Il n'inscrit aucun but lors de ses 8 sélections.
Il participe avec l'Écosse aux éliminatoires de la Coupe du monde 1950 et à ceux de la Coupe du monde 1954 et aux British Home Championship de 1949 et 1953. 

## Palmarès

### Comme joueur
- East Fife :
  - Vainqueur de la Coupe de la Ligue écossaise en 1948 et 1950
  - Finaliste de la Coupe d'Écosse en 1950
  - Champion de D2 écossaise en 1947-48
  - Vainqueur de la B Division Supplementary Cup en 1947 et 1948

- Gateshead :
  - Vainqueur de la Durham Senior Professional Cup en 1959